# Antonio Rosetti

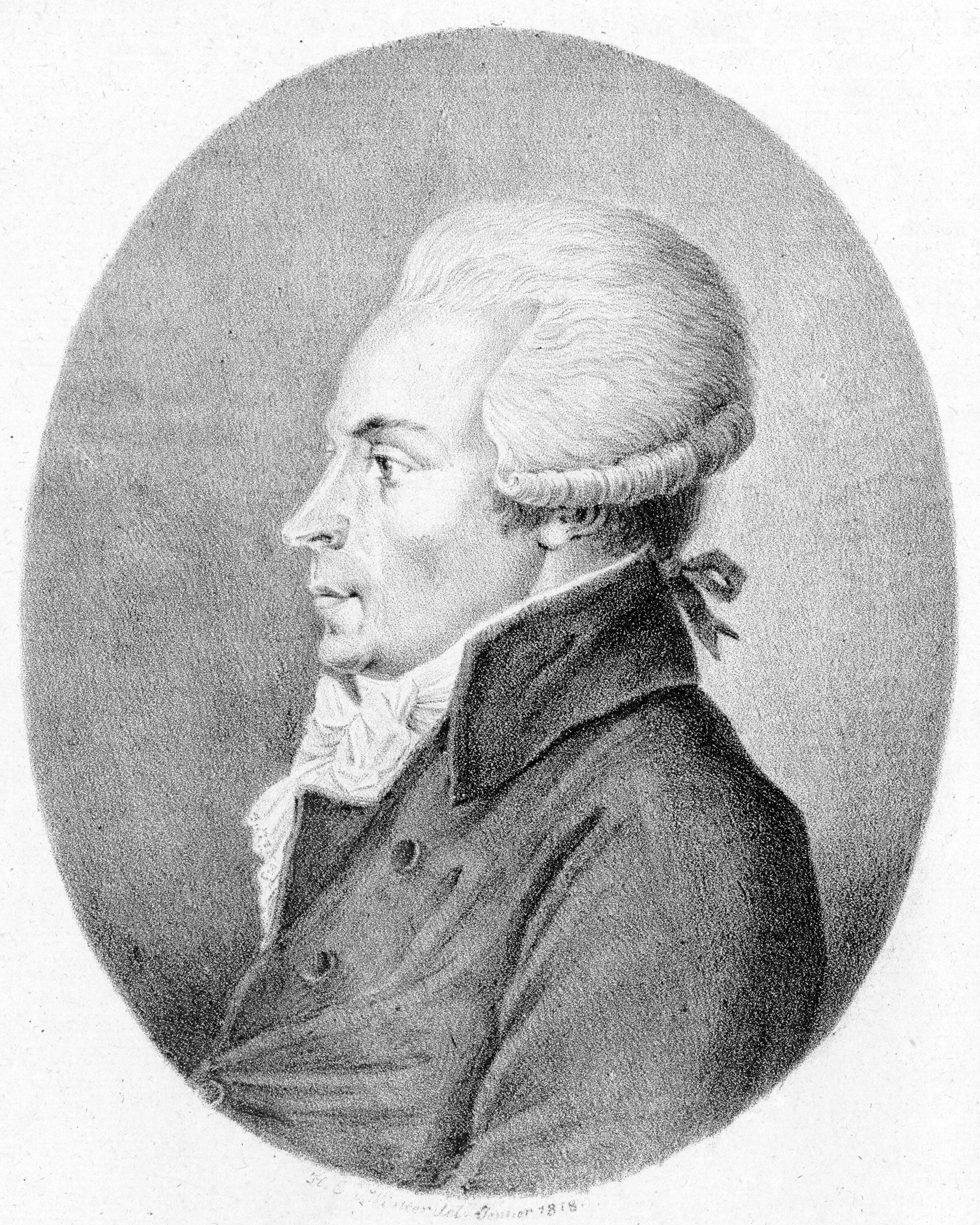
Antonio Rosetti

Antonio Rosetti (* 1750 in Leitmeritz; † 30. Juni 1792 in Ludwigslust) war ein deutschböhmischer Komponist und Kapellmeister. Viele seiner Werke wurden später unter den Namen Anton Rösler (auch Anton Rössler) oder Franz Anton Rösler veröffentlicht.

## Rosettis Herkunft und Name
Antonio Rosetti wurde wahrscheinlich 1750 im nordböhmischen Leitmeritz geboren. Ein entsprechender Eintrag fehlt aber im Kirchenbuch. Daher wurde vermutet, dass er auch Anton Rös(s)ler geheißen haben könnte. Aber auch für diesen Namen ist kein Eintrag zu finden. Sein Heiratseintrag im Wallersteiner Kirchenbuch vermerkt nur den Namen Antonio Rosetti und den Geburtsort Leitmeritz. Er selbst hat sich – soweit bekannt – nie anders als Anton oder Antonio Rosetti genannt. Schon zu seinen Lebzeiten hieß es aber: „Wir Patrioten nennen ihn mit seinem Namen Rößler“.
Die in fast allen Nachschlagewerken zu findenden Angaben zu dessen frühen Lebensjahren entstammen dem Artikel Noch etwas von Rosetti (1792) in der von Heinrich Philipp Bossler herausgegebenen Musikalischen Korrespondenz. Obwohl diese Angaben größtenteils archivalisch bislang nicht untermauert werden konnten, sind sie doch als zuverlässig einzustufen, da Bossler in engem persönlichen Kontakt zu Rosetti stand. Bossler schreibt in dem betreffenden Artikel auch: Er „hieß nie Rösler, sondern von Geburt an Rosetti“. Er zeigt aber dann durch eine Anekdote, dass es schon zu Rosettis Lebzeiten Verwechslungen gab, die anscheinend bewusst herbeigeführt wurden.
Der häufig genannte Vorname Franz beruht auf einem Irrtum eines Musikwissenschaftlers, der einen Franz Anton Rösler, geboren 1746, für Antonio Rosetti hielt. Dieser Franz Anton Rösler war jedoch Schuhmacher.
Seine musikalische Ausbildung erhielt Rosetti wahrscheinlich bei den Jesuiten in Prag. Danach führte er einige Zeit ein Wanderleben. Es gibt Belege, dass Rosetti Anfang der 1770er Jahre in Russland im Dienst eines Grafen Orlow stand.

## Künstlerisches Wirken
Seit Herbst 1773 war er als Diener und Musiker (Kontrabassist) in der Hofkapelle des Fürsten Kraft Ernst zu Oettingen-Wallerstein angestellt. (Mozart hatte kurz zuvor vergeblich versucht, in den Dienst dieses Fürsten zu treten.)
Ende 1781 reiste Rosetti nach Paris, wo er mit seinen Kompositionen, unter anderem bei den Concert spirituel sehr erfolgreich war. In Paris entstanden mehrere Werke, die bei dortigen Verlagen veröffentlicht wurden. Im Mai 1782 kehrte er nach Wallerstein zurück. Zahlreiche seiner Werke erschienen in der Folge nicht nur bei Pariser, sondern auch bei anderen europäischen Verlagen im Druck. Er avancierte zu einem der beliebtesten Komponisten seiner Zeit. Nach dem Weggang von Joseph Reicha im Jahr 1785 wurde Rosetti zum Kapellmeister der Wallersteiner Hofkapelle ernannt; er hatte das Orchester vermutlich auch schon früher oft geleitet. Geplagt von ständigen Geldsorgen, wechselte er 1789 als Kapellmeister an den Hof des Herzogs von Mecklenburg-Schwerin in Ludwigslust. Rosettis Einkommen vervielfachte sich mit diesem Schritt; hinzu kamen noch verschiedene Naturalzulagen. Als Rosetti am 30. Juni 1792 starb, hinterließ er seine Frau und drei Töchter. Das Fürstenhaus setzte eine Rente aus, zwei von Rosettis Töchtern waren später als Hofsängerinnen angestellt. Rosetti war der Stief-Großvater der Verwaltungsjuristen Karl und Eduard Prosch: Rosettis Tochter Antonia (1779–1832) hatte 1806 in dessen zweiter Ehe deren Vater Carl Prosch geheiratet.
Am 14. Dezember 1791 wurde anlässlich der Prager Trauerfeier für Wolfgang Amadeus Mozart ein Requiem von Rosetti aufgeführt, das dieser bereits 1776 auf den Tod der Gemahlin von Fürst Kraft-Ernst zu Oettingen-Wallerstein komponiert hatte.

## Erinnerung

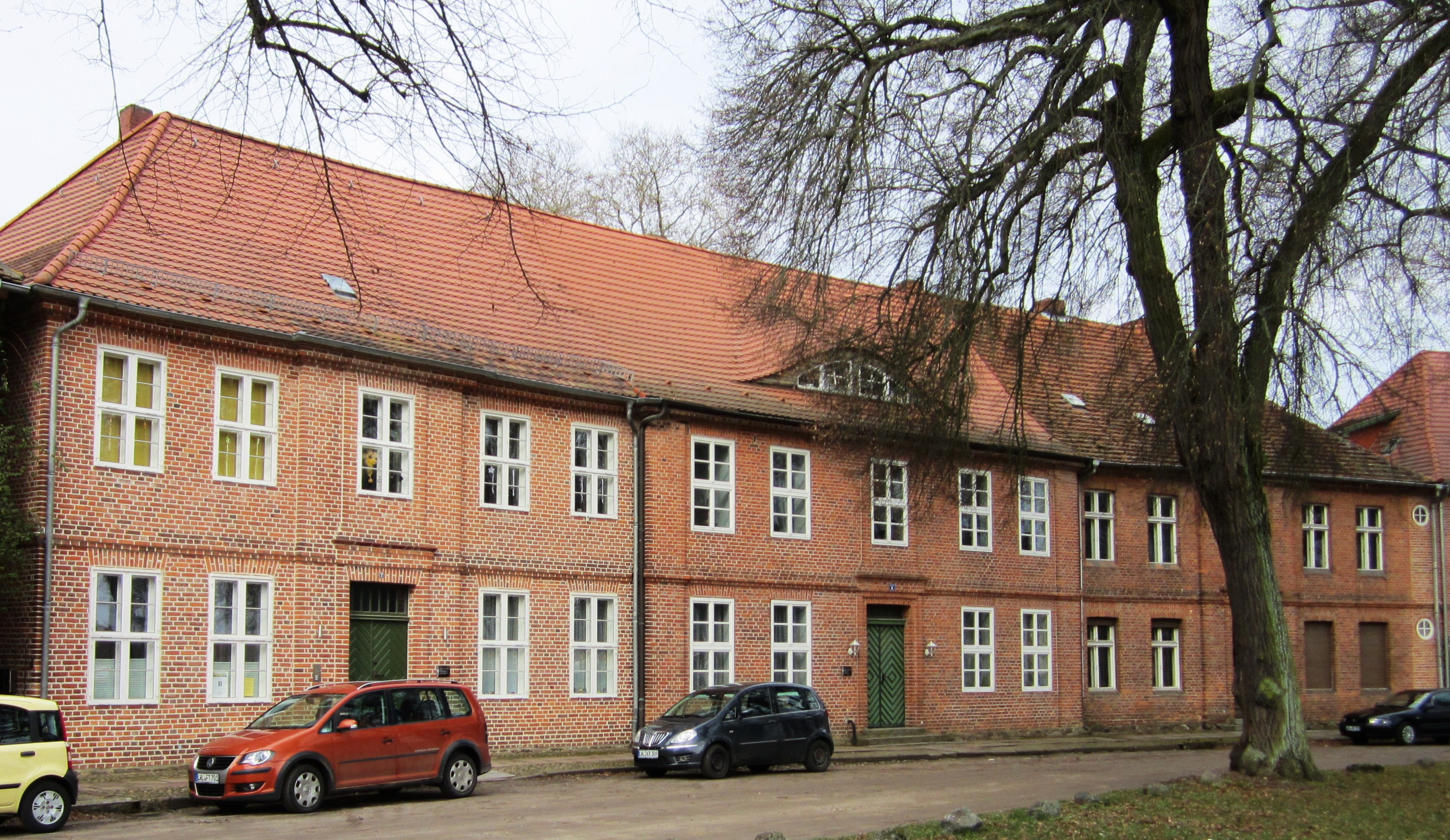
Ludwigslust, Am Bassin 5,6,7

Im denkmalgeschützten Ludwigsluster Haus Am Bassin 7 lebten einige der Hofmusiker. Es wurde 2007 saniert und als Rosetti-Haus zur Erinnerung an die Hofkapelle und an den Kapellmeister Rosetti eingerichtet.

## Werke
- 43 Sinfonien
- 16 Konzerte für die Soloinstrumente Klavier, Violine, Viola, Flöte, Oboe, Horn, Fagott und Klarinette
- etwa 20 Harmoniemusiken
- zahlreiche Werke der Kammermusik
- Klaviermusik
- Lieder
- geistliche Musik

## Werkverzeichnisse
- Sterling E. Murray: The Music of Antonio Rosetti. A Thematic Catalog. Harmonie Park Press, Warren, Mich. 1996, ISBN 0-89990-105-0.
- älteres Werkverzeichnis von Oskar Kaul